# Riho Sakamoto
Riho Sakamoto (坂本 理保 Sakamoto Riho?,  nacido el 7 de julio de 1992 en Tochigi) es una futbolista japonesa que jugaba como centrocampista.
En 2017, Sakamoto jugó 1 veces para la selección femenina de fútbol de Japón.

## Trayectoria

### Clubes
| Club               | País  | Año         |
| ------------------ | ----- | ----------- |
| Urawa Reds         | Japón | 2011 - 2014 |
| AC Nagano Parceiro | Japón | 2015 -      |

### Selección nacional
| Selección | País  | Año  |
| --------- | ----- | ---- |
| Absoluta  | Japón | 2017 |

## Estadística de equipo nacional
| Selección femenina de fútbol de Japón | Selección femenina de fútbol de Japón | Selección femenina de fútbol de Japón |
| Año                                   | Partidos                              | Goles                                 |
| ------------------------------------- | ------------------------------------- | ------------------------------------- |
| 2017                                  | 1                                     | 0                                     |
| Total                                 | 1                                     | 0                                     |